# Tam Thái, Phú Ninh
Tam Thái là một xã thuộc huyện Phú Ninh, tỉnh Quảng Nam, Việt Nam.
Xã Tam Thái có diện tích 14,91 km², dân số năm 2019 là 7.791 người, mật độ dân số đạt 523 người/km².